# Shirley Bousquet
Shirley Bousquet (5 de marzo de 1976) es una actriz francesa.

## Biografía
Entre 1998 y 2004, Shirley Bousquet interpretó el papel recurrente de Jeanne Bouvier en la serie de televisión Sous le soleil.
En 2001 logró relevancia con su papel de Nancy Langeais en la serie Camera Café. En 2005 repitió su papel en la adaptación cinematográfica de Camera Café.
En 2012 actuó en L'amour c'est mieux à deux de Dominique Farrugia y Arnaud Lemort. El mismo año participó en Plan de table de Christelle Raynal donde interpretó el papel de Edith.
En 2015 presentó la edición número 17 del Festival La Rochelle. En 2016 participó en el spot publicitario "Safety for all" de Frédéric Chau. En este vídeo se presentaron otras personalidades como Josiane Balasko, Édouard Montoute y Michel Boujenah hablando en contra del racismo y la discriminación. El mismo año apareció en el clip "Seul Ensemble" con otros artistas famosos apoyando a un hospital pediátrico en Margency.

## Filmografía

### Cine
| Año  | Título                     | Papel                   | Director                           | Notas |
| ---- | -------------------------- | ----------------------- | ---------------------------------- | ----- |
| 1999 | Les Migrations de Vladimir |                         | Mika Assaf                         |       |
| 2000 | Taxi 2                     | Mujer en la pisicina    | Gérard Krawczyk                    |       |
| 2001 | Gamer                      | Periodista              | Patrick Levy                       |       |
| 2002 | Gangsters                  | Judith                  | Olivier Marchal                    |       |
| 2005 | Espace Détente             | Nancy                   | Bruno Solo & Yvan Le Bolloc'h      |       |
| 2006 | Incontrôlable              | Catherine               | Raffy Shart                        |       |
| 2006 | Hell                       | Tatyanna                | Bruno Chiche                       |       |
| 2007 | Our Earthmen Friends       | Fotógrafa               | Bernard Werber                     |       |
| 2008 | Lady Blood                 | Véronique               | Jean-Marc Vincent                  |       |
| 2009 | Neuilly Yo Mama!           | Empleada del aeropuerto | Gabriel Julien-Laferrière          |       |
| 2010 | Les Princes de la nuit     | Anabel                  | Patrick Levy                       |       |
| 2010 | L'amour c'est mieux à deux | Swan                    | Dominique Farrugia & Arnaud Lemort |       |
| 2011 | Omar Killed Me             | Joséphine               | Roschdy Zem                        |       |
| 2011 | You Will Be My Son         | Jessica                 | Gilles Legrand                     |       |
| 2011 | Bienvenue à bord           |                         | Éric Lavaine                       |       |
| 2012 | Plan de table              | Edith                   | Christelle Raynal                  |       |
| 2013 | Paris à tout prix          | Emma                    | Reem Kherici                       |       |
| 2017 | Jour J                     | Maestra                 | Reem Kherici                       |       |
| 2017 | À deux heures de Paris     | Jeanne                  | Virginie Verrier                   |       |

### Televisión
| Año       | Título                                | Papel                   | Director                          | Notas       |
| --------- | ------------------------------------- | ----------------------- | --------------------------------- | ----------- |
| 1996-1998 | Les Années fac                        | Laetitia / Marie-Hélène | Jean-François Porry               |             |
| 1997      | Les vacances de l'amour               | Patricia                |                                   | 1 episodio  |
| 2000-2004 | Sous le soleil                        | Jeanne Bouvier          | Olivier Brémond & Pascal Breton   |             |
| 2001-2002 | Avocats et Associés                   | Fotógrafa               | Valérie Guignabodet & Alain Krief | 2 episodios |
| 2002-2004 | Caméra Café                           | Nancy                   |                                   |             |
| 2003      | Julie Lescaut                         | Hélène                  | Klaus Biedermann                  | 1 episodio  |
| 2004      | Joe Pollox et les mauvais esprits     |                         | Jérôme Foulon                     | Telefilme   |
| 2004      | SOS 18                                |                         | Didier Cohen & Alain Krief        | 1 episodio  |
| 2004      | Fargas                                | Valérie                 | Charlotte Brandström              | 1 episodio  |
| 2005      | isBrocante                            | Martine                 |                                   | 1 episodio  |
| 2008      | Roue de secours                       | Céline                  | Williams Crépin                   | Telefilme   |
| 2009      | Les Amants de l'ombre                 | Nicole                  | Philippe Niang                    | Telefilme   |
| 2009      | Mes amis, mes amours, mes emmerdes... | Sonia                   |                                   | 1 episodio  |
| 2009      | Nous ne sommes pas des saints         | Eve                     | Nicolas Ragni                     |             |
| 2010-2012 | Victoire Bonnot                       | Valéria                 | Jean-Pierre Dusséaux              |             |
| 2013      | Paradis amers                         | Aline                   | Christian Faure                   | Telefilme   |
| 2013      | Vaugand                               | Audrey Varennes         | Charlotte Brandström              | 1 episodio  |